# Кэмерон, Шейн
Шэйн Аарон Кэмерон (род. 17 октября 1977, Гисборн) — новозеландский боксёр-профессионал, выступающий в тяжёлой весовой категории.
Действующий чемпион Пантихоокеанского региона по версии IBF (с 2006 года), действующий чемпион Азиатско-Тихоокеанского региона по версии WBO (с 2007 года), действующий чемпион Новой Зеландии по версии новозеландской профессиональной боксёрской ассоциации (с 2004 года) в тяжёлом весе; чемпион Востока по версии WBO (2008), чемпион Панафриканского региона по версии WBA (2006—2009 гг.), чемпион Австралазии (2005), чемпион Новой Зеландии по версии новозеландской боксёрской федерации (2004) в тяжёлом весе. Рост — 188 см. Боевой вес — 104 кг.

## Биография
Родился 17 октября 1977 года в Гисборне. Выступая в любительских соревнованиях, стал обладателем бронзовой медали Игр британского Содружества-2002 в весовой категории до 91 кг. В том же году начал профессиональную карьеру.

## Профессиональная карьера
На профессиональном ринге Кэмерон дебютировал 28 ноября 2002 года в возрасте 25 лет. В декабре 2004 года, к своему 10-му поединку, вышел на первый титульный бою. Нокаутировал в 4-м раунде Шейна Виджона, и стал чемпионом Новой Зеландии. В ноябре 2007 года проиграл нокаутом в 12-м раунде, Фрайдею Ахунанье. Выиграл 4 поединка, а затем в октябре 2009 года, проиграл тяжёлым нокаутом во 2-м раунде, Дэвиду Туа. 5 июля 2012 года нокаутировал американца, Монте Барретта.
21 ноября 2012 года, состоялся поединок за вакантный титул чемпиона мира по версии IBO, между австралийцем, Дэнни Грином, и Шейном Кэмероном. Дэнни Грин победил единогласным решением судей.
В декабре 2013 года встретился с Брайаном Минто. После 7 раунда Кэмерон отказался от продолжения боя.